# عبدالرحمان الدوله
عبدالرحمان الدوله (عربی: عبد الرحمن الدولة المطوع القناعي؛ زادهٔ ۱۹۴۱) بازیکن فوتبال اهل کویت بود.
از باشگاه‌هایی که در آن بازی کرده‌است می‌توان به باشگاه ورزشی العربی کویت اشاره کرد.
وی همچنین در تیم‌های ملی فوتبال کویت بازی کرده‌است.